# キング・オブ・ニューヨーク
『キング・オブ・ニューヨーク』（原題：King of New York）は、1990年制作のアメリカ合衆国・イタリアのクライム映画。
ニューヨーク市を舞台に、抗争の中で野望を達成しようとするマフィアの男の姿を描いた作品。アベル・フェラーラ監督、クリストファー・ウォーケン主演。

## あらすじ
ニューヨークのマフィアのボス、フランク・ホワイトは5年の刑期を終えて出所し、生まれ故郷でもあるサウス・ブロンクスの街に戻ってきた。彼は片腕のジミー・ジャンプと共に勢力拡大を図るべく、対立組織を次々と倒していく。
しかし、サウス・ブロンクスの総合病院再建のための資金協力を拒んだチャイニーズ・マフィアのボス、ウォンを倒して大量の麻薬を手にしたことから、フランクは警察にマークされ、フランク一味とその壊滅をはかる警察当局との壮絶な戦いが始まる。

## キャスト
- フランク・ホワイト：クリストファー・ウォーケン
- ジミー・ジャンプ：ローレンス・フィッシュバーン
- ロイ・ビショップ：ヴィクター・アルゴ
- デニス：デヴィッド・カルーソ
- トマス・フラニガン：ウェズリー・スナイプス
- ジェニファー：ジャネット・ジュリアン
- ラリー・ウォン：ジョーイ・チン
- テスト・チューブ：スティーヴ・ブシェミ
- ランス：ジャンカルロ・エスポジート
- ギャングのリーダー：ハロルド・ペリノー・ジュニア
- レイ：テレサ・ランドル
- エディ：ジョン・タトゥーロ
- ピート・ハミル
- アリアーヌ・コイズミ